# Mattias Hargin
Mattias Hargin (Stockholm, 7. listopada 1985.) umirovljeni je švedski alpski skijaš i mlađi brat švedske skijašice Janette Hargin.

## Olimpijske igre i Svjetska prvenstva
Na Olimpijskim igrama u Vancouveru osvojio je 14. mjesto u slalomu, a godinu dana prije na svjetskom prvenstvu u Val-d’Isèreu bio je peti. Osvojio je tri ekipne medalje na Svjetskim prvenstvima.

## Svjetski kup
U Svjetskome skijaškome kupu Hargin je nastupao od 22. prosinca 2004. godine a prve bodove osvaja 7. siječnja 2007. u Adelbodenu osvajajući 20. mjesto. U sezoni 2008./2009. imao je sedam plasmana među prvih deset te je na kraju zauzeo 8. mjestu u ukupnom poretku slaloma te sezone.
Prvo postolje u slalomu bilo je iz 2011. kada je u Zagrebu u drugoj vožnji s 30. mjesta doskijao do trećeg mjesta. 
Ima jednu pobjedu i još šest postolja u Svjetskom skijaškom kupu.

## Vanjske poveznice
- Osobna stranica Mattiasa Hargina
- Statistika FIS-a  Arhivirana inačica izvorne stranice od 16. ožujka 2012. (Wayback Machine)